# أوبوسكيون
ثيمة أوبوسكيون (باليونانية:θέμα Ὀψικίου}} ،thema Opsikiou) أو ببساطة أوبوسكيون (باليونانية: [θέμα] Ὀψίκιον، from (باللاتينية: Obsequium)‏) كان ثيمة بيزنطية (مقاطعة عسكرية مدنية) تقع في شمال غرب آسيا الصغرى (تركيا الحديثة). تم إنشاء أوبوسكيون من جيش الحاشية الإمبراطوري، وكان أكبر وأرقى الثيمات المبكرة، حيث يقع بالقرب من القسطنطينية. شاركت الثيمة في العديد من الثورات في القرن الثامن، وتم تقسيمها لثلاثة ثيمات في حوالي عام 750، مما أفقدها تفوقها السابق. ونجت كثيمة ذات مرتبة متوسطة حتى بعد الحملة الصليبية الرابعة.